# Bahnhof Kaliningrad-Passaschirski

Der Bahnhof Kaliningrad-Passaschirski (russisch Калининград-Пассажирский) ist der wichtigste Personenbahnhof der russischen Stadt Kaliningrad. Diesen Namen trägt er im Fernverkehr. Für den Regionalverkehr wird der Begriff Kaliningrad Juschny (Калининград-Южный, Kaliningrad Süd) verwendet. Der Name Juschny Woksal (Südbahnhof) steht auch in großen Buchstaben über dem Zentralteil des Empfangsgebäudes. Errichtet wurde er 1929 als Hauptbahnhof der ostpreußischen Hauptstadt Königsberg i.Pr.

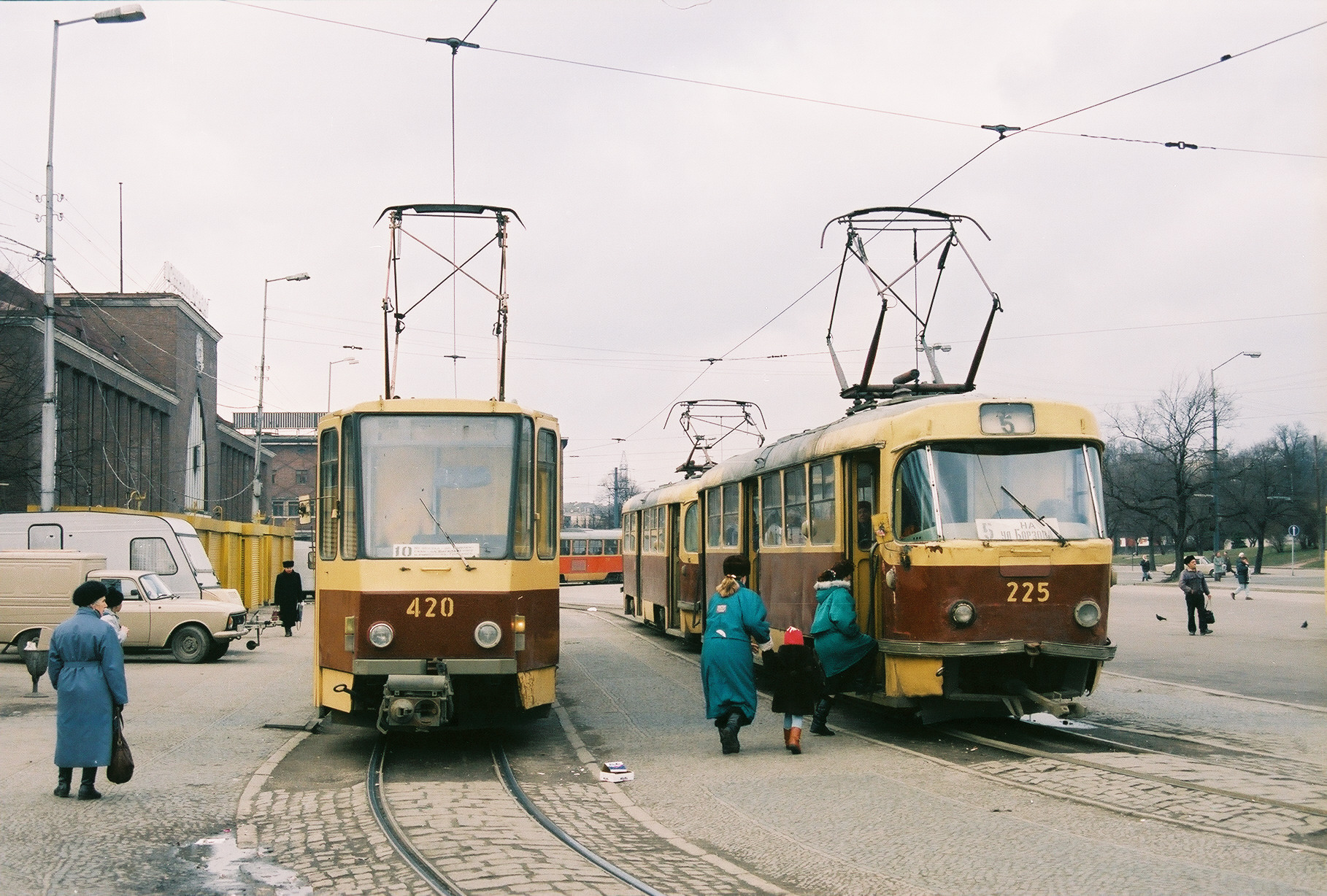
Die Schleifenanlage der Kaliningrader Straßenbahn vor dem Bahnhof Kaliningrad Passaschirski im Februar 1995

## Geschichte
Der Bahnhof wurde nach 17-jähriger Bauzeit, die durch den Ersten Weltkrieg unterbrochen wurde, am 19. September 1929 als Königsberg (Pr) Hauptbahnhof an Stelle der bisherigen Bahnhöfe Königsberg Süd und Königsberg Ost südwestlich der Königsberger Innenstadt im Bereich der ehemaligen Stadtbefestigung eröffnet. Er gehörte seinerzeit zu den modernsten Bahnhöfen der Deutschen Reichsbahn, besaß eine dreischiffige Halle, ein großzügiges Empfangsgebäude in architektonischer Anlehnung an den Expressionismus bzw. die Backsteingotik, separate Gepäcktunnel und Gastronomie. Dazu hochmoderne Sicherungstechnik, die man an den großen, markanten Brücken- bzw. Reiterstellwerken erkennen konnte bzw. zum Teil noch kann. Im westlichen Bahnhofsbereich befindet sich das große Stellwerk Kp, und im östlichen das kleinere Kpo (teilweise erhalten). Auf dem Vorplatz wurde eine viergleisige Wendeschleife der Königsberger Straßenbahn verlegt. Von Beginn an bis zum Ende des Zweiten Weltkrieges war der Königsberger Hauptbahnhof ein internationales wie nationales Verkehrsdrehkreuz an der Preußischen Ostbahn mit wichtigen Zügen wie dem D 1 Berlin–Königsberg–Eydtkuhnen–Riga und durchgehenden Kurswagen nach Liebau, Warschau, Breslau, Dresden und Paris.
Nachdem die deutsche Stadt Königsberg wie der gesamte Nordteil Ostpreußens 1945 an die Sowjetunion gefallen war, änderte sich dies mit der Zugehörigkeit der 1946 in Kaliningrad umbenannten Stadt zu einem sowjetischen Militärsperrgebiet schlagartig. Die Gleisanlagen des weitgehend unzerstört gebliebenen Bahnhofes wurden um 1950 auf russische Breitspur umgespurt. Der Bahnhof war damit nicht mehr auf Regelspur erreichbar. Wegen der Verlagerung des Stadtzentrums in Richtung Nordwesten in den Bereich des Nordbahnhofes wurde der Bahnhof in Südbahnhof (bzw. im Fahrplangebrauch für den Fernverkehr „Passagierbahnhof“ – Passaschirski) umbenannt und war fortan Endpunkt von Zügen aus Moskau, Sankt Petersburg, Homel, Charkow und Anapa. Zwei Bahnsteiggleise wurden elektrifiziert. Von hier aus fahren seitdem einige Vorortzüge (Elektritschka) über eine eingleisige Verbindungsstrecke zum Nordbahnhof Kaliningrad Sewerny und von dort zu den samländischen Badeorten. Der erste Zug aus Polen und Deutschland erreichte Kaliningrad am 9. August 1991 als Touristen-Sonderzug aus Berlin. Das war möglich, weil ein aus militärischen Gründen verbliebenes durchgehendes Regelspurgleis vom Grenzübergang Braniewo (Braunsberg)–Mamonowo (Heiligenbeil) zum Kaliningrader Güterbahnhof im Süden der Stadt bestand (sogenanntes „internationales Gleis“). Im Jahre 1993 wurde diese Regelspurverbindung unter Nutzung eines bis dahin freien Gleistroges in der Bahnsteighalle bis zum Südbahnhof verlängert, so dass Züge aus Mitteleuropa bis dorthin verkehren können.

## Heutiger Zustand
Zum 750-jährigen Stadtjubiläum im Jahr 2005 wurde der Bahnhof grundlegend saniert. Dabei wurde auch das Glasdach, das nach dem Zweiten Weltkrieg nur notdürftig mit Holzbrettern ausgebessert worden war, vollständig erneuert sowie die Vorhalle mit neuem Granit-Fußboden, Kronleuchtern und Springbrunnen ausgestattet. Ab 2008 wurden innerhalb der Bahnsteighalle zur weiteren Verbesserung der Lichtverhältnisse historisierende gusseiserne Laternen aufgestellt. Die Bahnsteige wurden um 40 Zentimeter erhöht und mit Fliesen versehen, um ein bequemeres Ein- und Aussteigen zu ermöglichen.
Vom internationalen Gleis fuhren bis 2012 einmal täglich Züge nach Gdynia in Polen mit Kurswagen nach Berlin. Von weitaus größerer Bedeutung ist der Korridorverkehr ins russische Kernland. Dorthin fahren zurzeit (Stand Oktober 2015) Schnellzüge täglich nach Moskau, dreimal wöchentlich nach Sankt Petersburg und zweimal wöchentlich nach Adler (Sotschi).

## Bilder

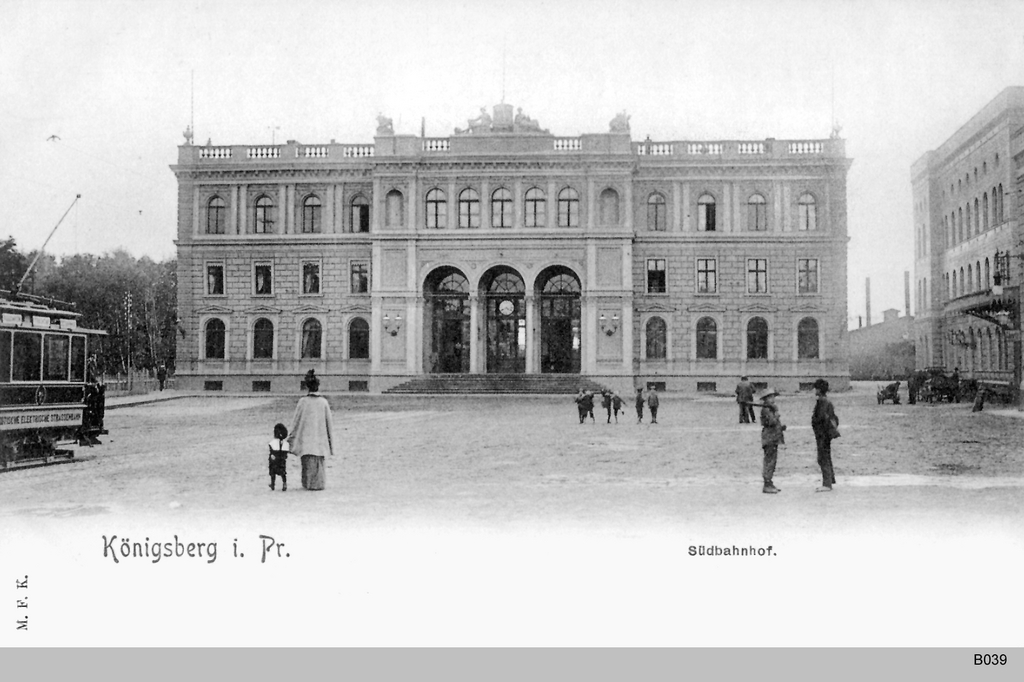
Alter Südbahnhof
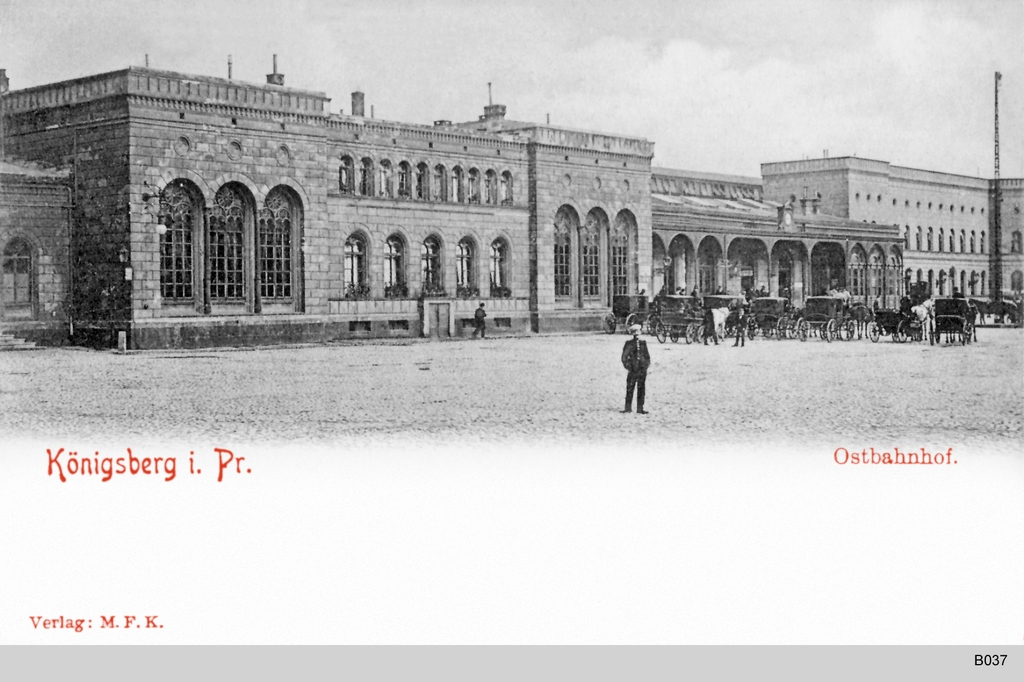
Alter Ostbahnhof
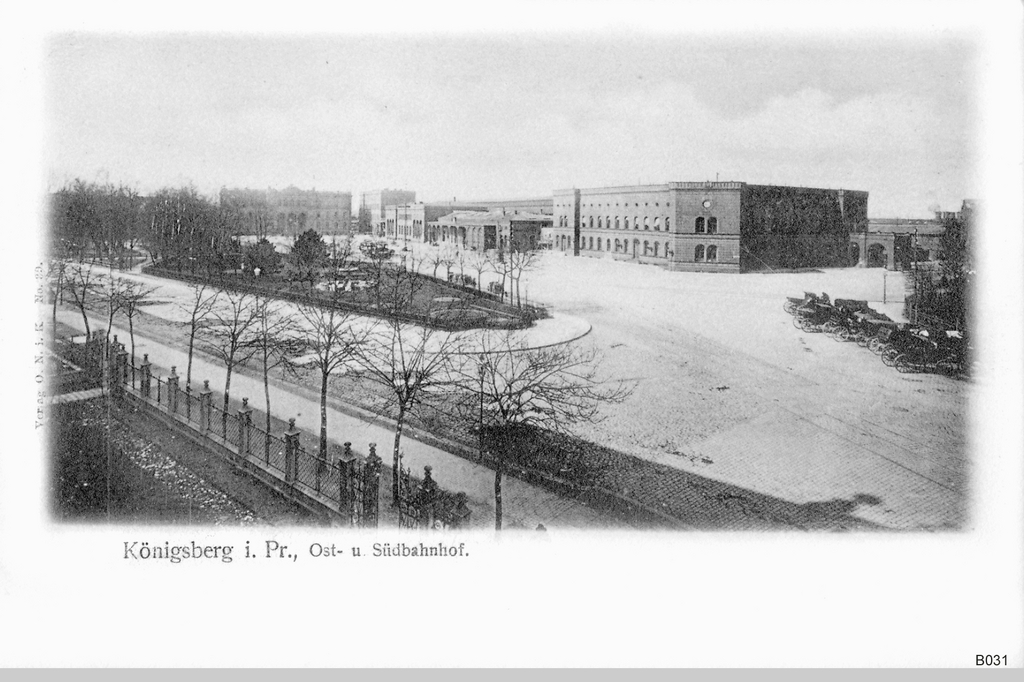
Süd- und Ostbahnhof
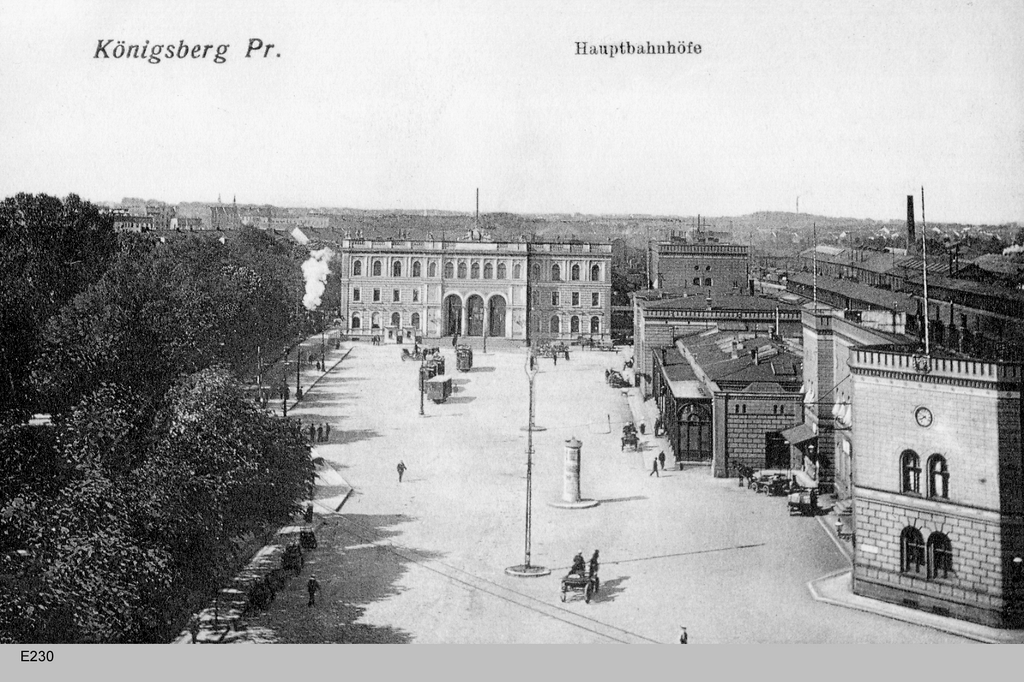
Süd- und Ostbahnhof als Hauptbahnhof
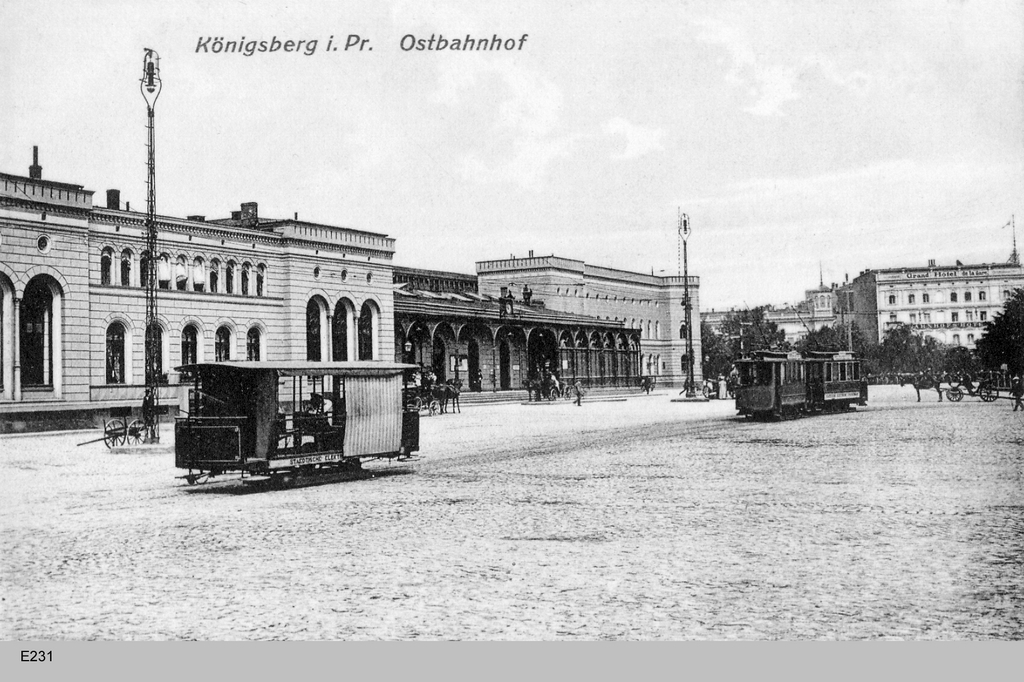
Ostbahnhof
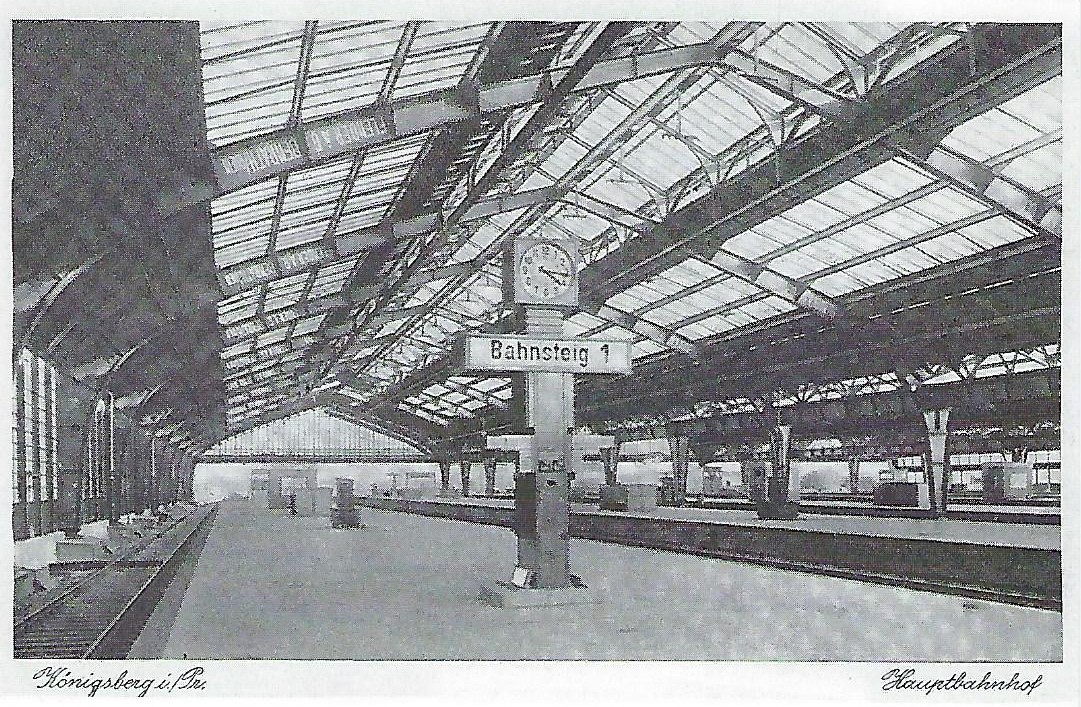
Neuer Hauptbahnhof (1929)

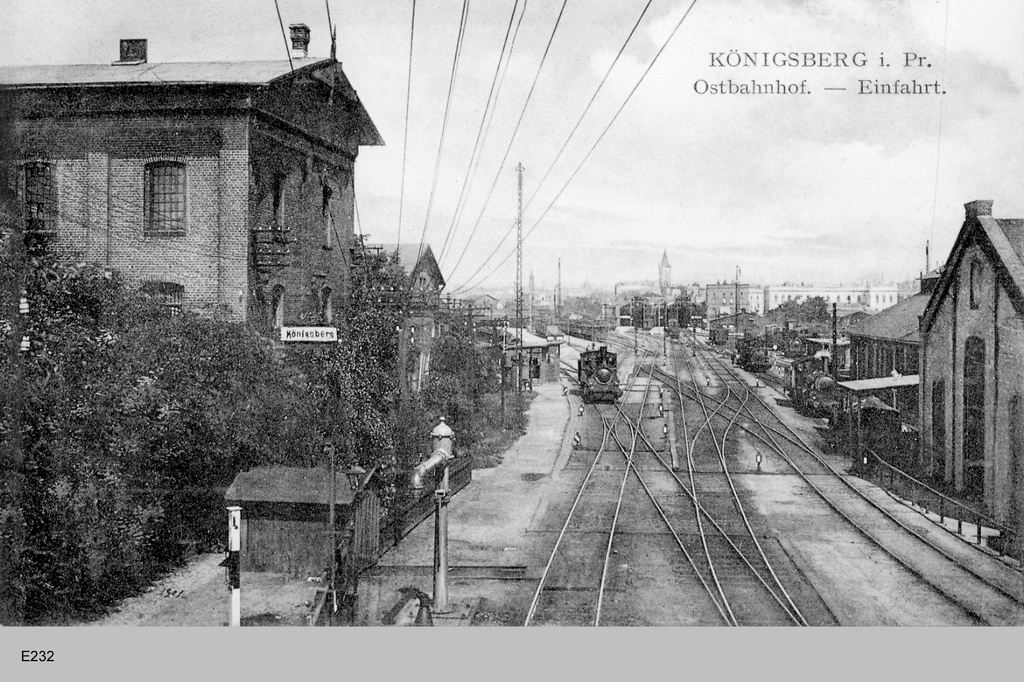
Einfahrt zum Ostbahnhof
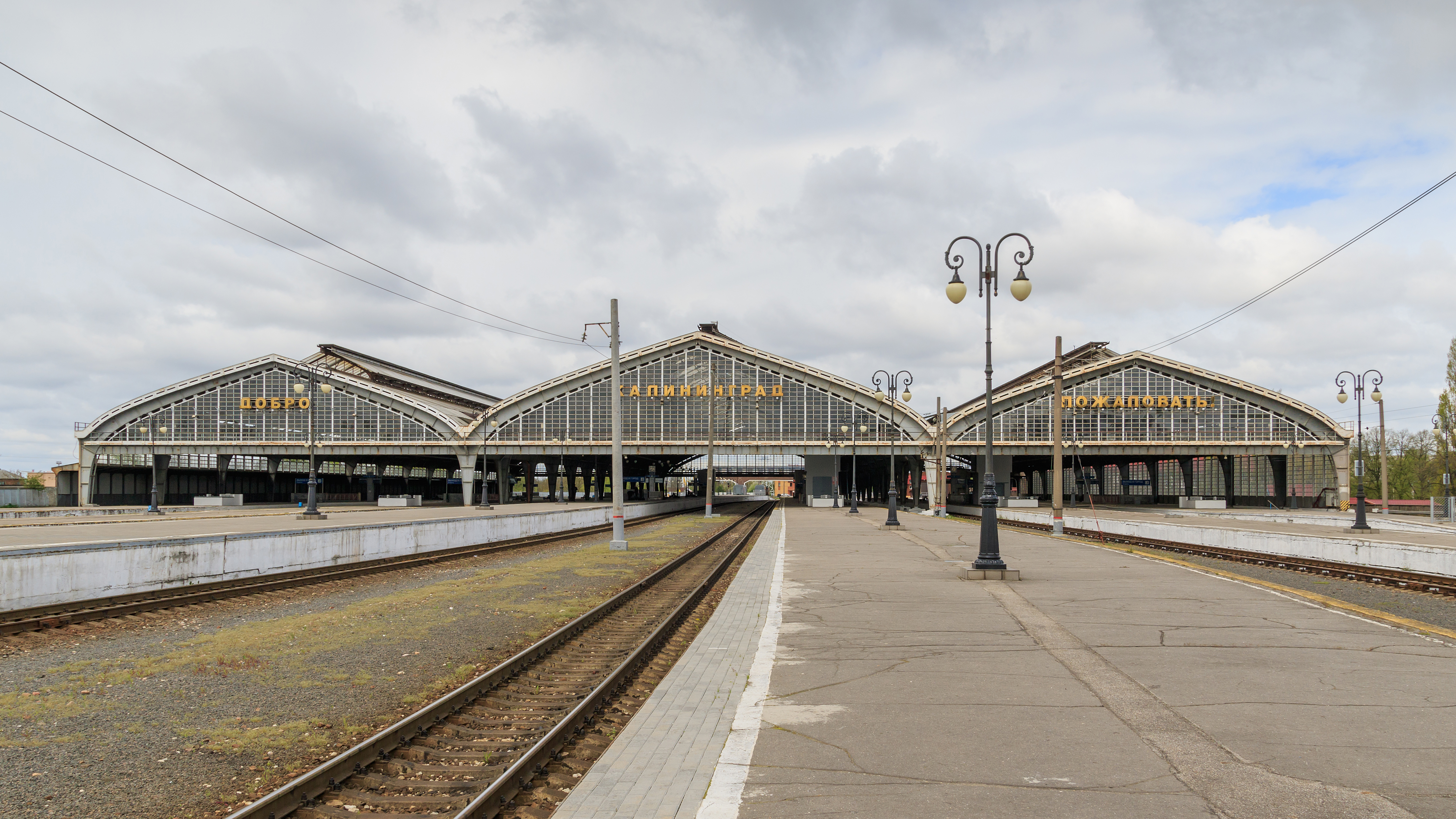
Bahnsteige
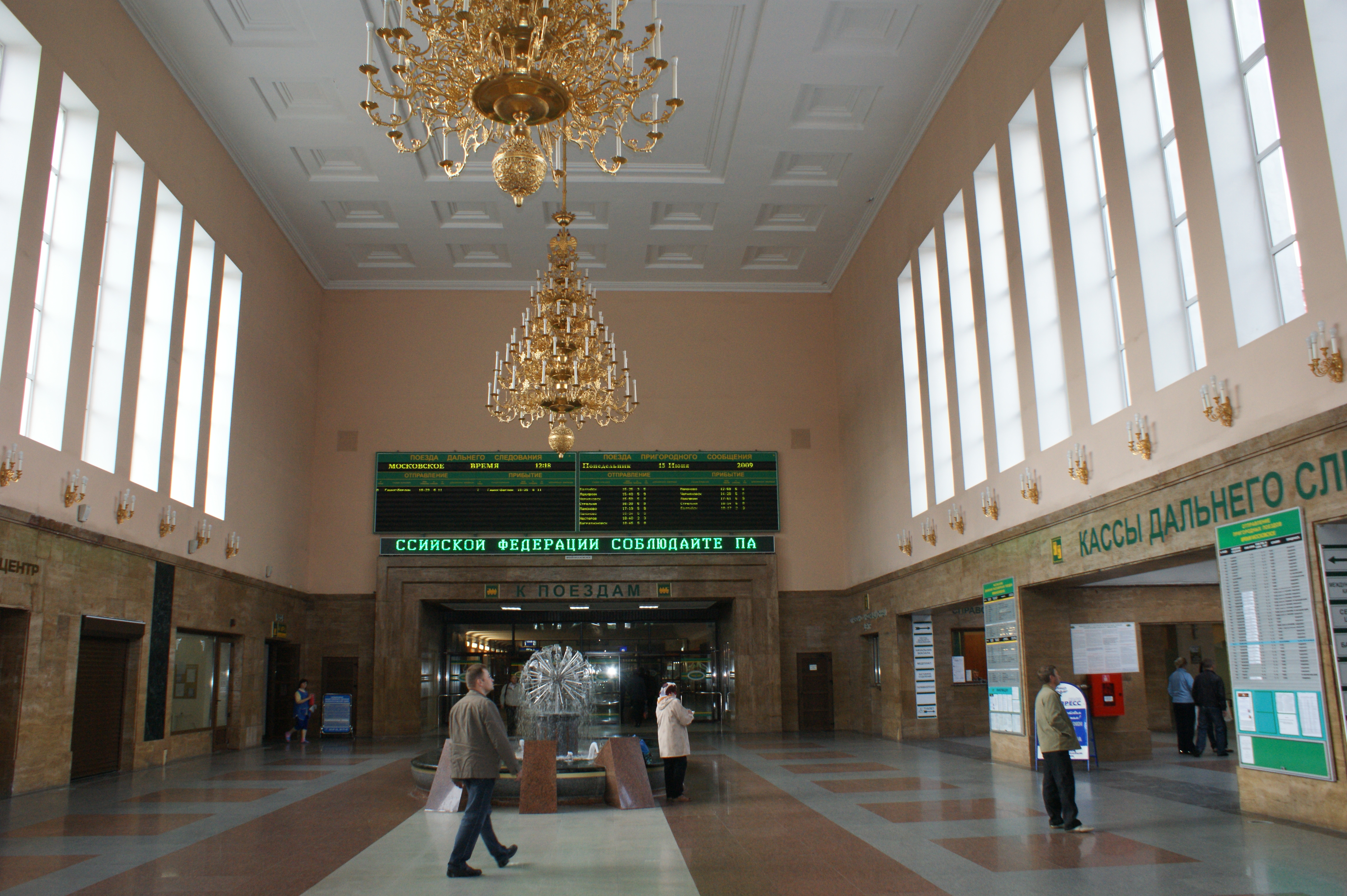
Bahnhofshalle im Juni 2009
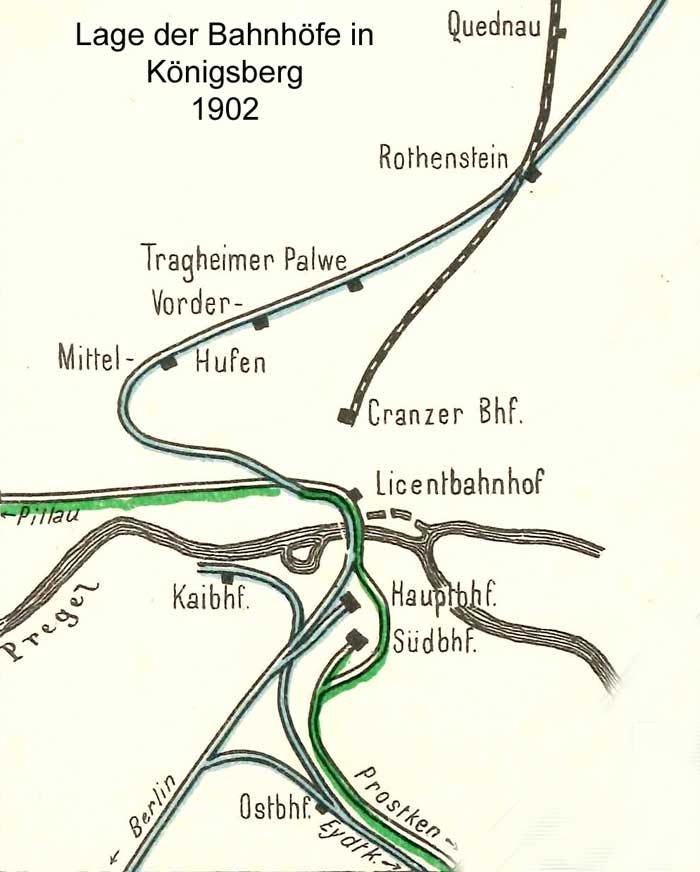
Lage der Bahnhöfe in Königsberg 1902
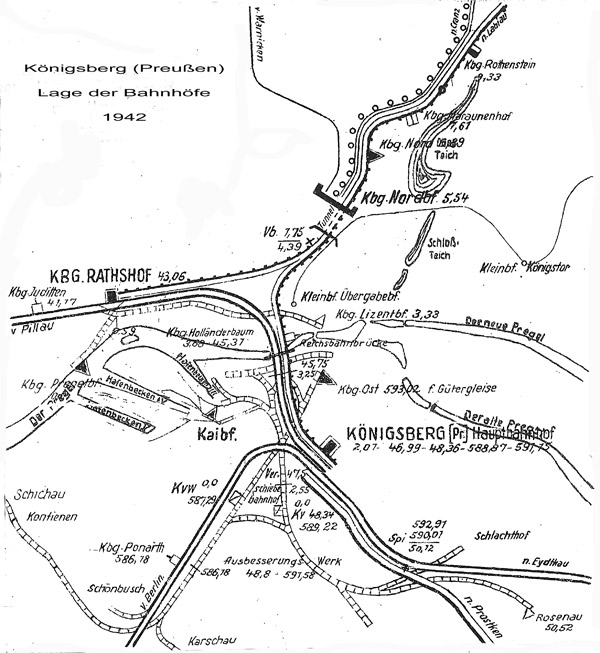
Lage der Bahnhöfe in Königsberg 1942